# Jaroslav Švarc

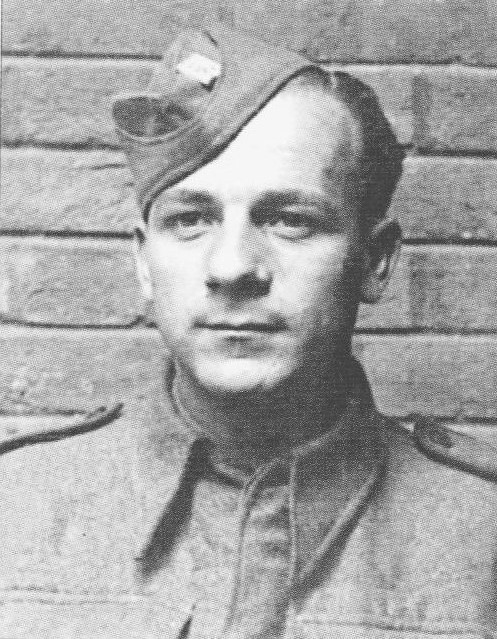
Jaroslav Švarc, undatierte Fotografie

Jaroslav Švarc (* 11. Mai 1914 in Velký Újezd; † 18. Juni 1942 in Prag) war ein Soldat der tschechoslowakischen Armee und ein Mitglied des Fallschirmjägerkommandos TIN. Das Kommando hatte den Auftrag, ein Attentat auf Emanuel Moravec, den Minister für Bildung und Volksaufklärung der Protektoratsregierung und Kollaborateur mit den deutschen Nationalsozialisten, auszuführen.

## Jugend
Der Vater, František Švarc, arbeitete als Zimmermann, die Mutter hieß Anna, geborene Tylichová. Wegen seiner schwachen körperlichen Konstitution übernahm Jaroslav nicht den Beruf seines Vaters, sondern lernte Konditor. In seiner Geburtsstadt gründete er eine Abteilung des Turnerbundes Sokol.
Im Oktober 1936 wurde er in die Armee eingezogen. Er diente zuerst im 23. Infanterieregiment in Trnava in der Slowakei und anschließend im 13. Infanterieregiment in Šumperk in Mähren. Hier absolvierte er eine Unteroffiziersschule. Ab August 1937 war er im 4. Grenzregiment am Grenzwall in Hlučín eingesetzt. Nach dem Münchener Abkommen musste die Tschechoslowakei die Grenzregionen an das Dritte Reich abtreten. Das 4. Grenzregiment wurde aufgelöst und Jaroslav Švarc wurde im November 1938 als Führer einer Maschinengewehrabteilung zur Grenzüberwachung in die Karpatenukraine geschickt. Im März 1939 wurde er aus dem aktiven Dienst entlassen. Nach der Okkupation lebte er zunächst bei den Eltern und arbeitete in der Landwirtschaft. Dann entschloss er sich, in der tschechoslowakischen Exilarmee in Frankreich gegen Deutschland zu kämpfen.

## Im Exil
Sein erster Versuch, die besetzte Tschechoslowakei Ende 1939 über die Grenze zu Polen zu verlassen, schlug fehl. Im Januar 1940 versuchte er es nochmal und gelangte dann über Slowakei, Ungarn, Jugoslawien und Griechenland nach Frankreich, wo er sich im März 1940 in Agde der tschechoslowakischen Exilarmee anschloss und an den Kämpfen um Frankreich teilnahm. Er entkam nur knapp einer deutschen Gefangennahme. Am 27. Juni 1940 bestieg er im Hafen von Sète das Schiff Rod el Farag und erreichte am 13. Juli 1940 Liverpool. Er wurde dem 2. Infanteriebataillon zugeordnet.
Im Sommer 1941 meldete er sich für eine Spezialausbildung an und absolvierte einen Sabotage-Grundkurs bei STS 26 in Schottland und ein Fallschirmtraining bei STS 51 in RAF Ringway bei Manchester mit vier Sprüngen. In Oktober 1942 wurde er zum rotný (Staff Sergeant) befördert und auf die tschechoslowakische Trainingsbasis STS 2 in Bellasis bei Dorking verlegt. STS (Special Training School) war eine Einrichtung der britischen Special Operations Executive während des Zweiten Weltkriegs.

## Operation TIN

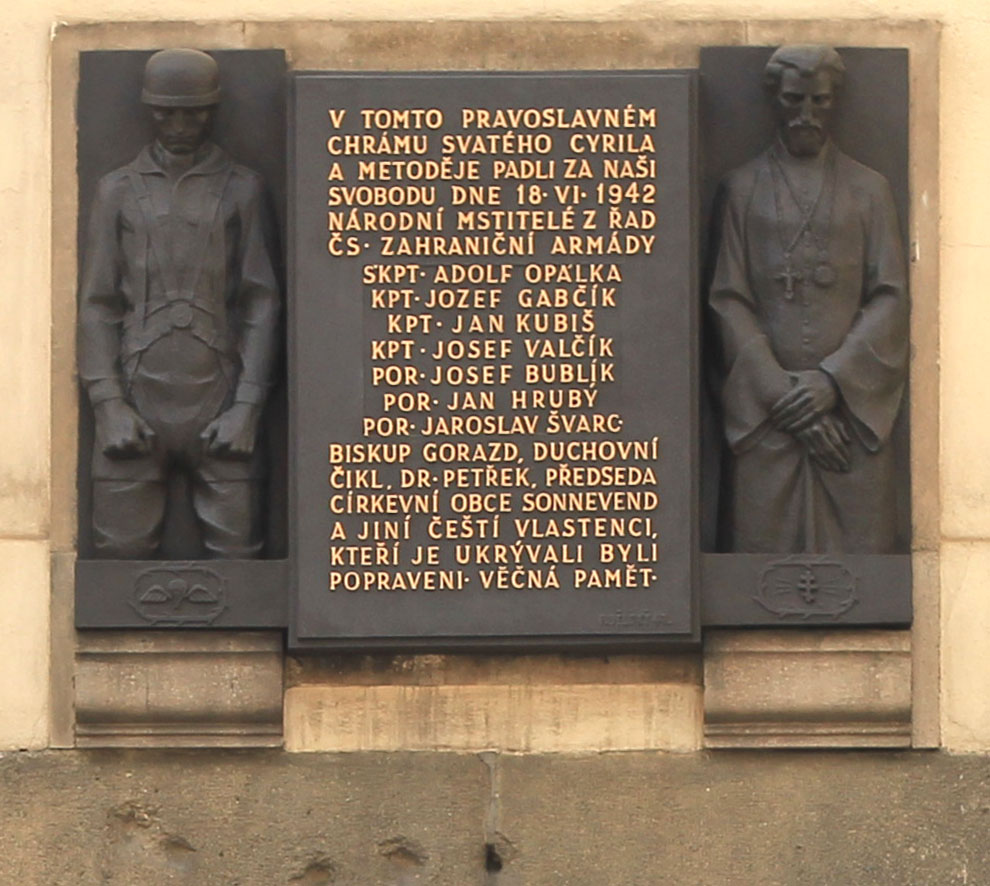
Gedenktafel an der Kirche St. Cyrill und Method in Prag.

Jaroslav Švarc und Ludvík Cupal wurden von der tschechoslowakischen Exilregierung in London im Fallschirmjägerkommando TIN eingesetzt. Ihr Auftrag war es, ein Attentat auf Emanuel Moravec, Minister für Bildung und Volksaufklärung der Protektoratsregierung und einflussreichsten Kollaborateur mit den Nationalsozialisten, durchzuführen.
Die beiden Fallschirmjäger wurden in der Nacht vom 29. auf den 30. April 1942 in der Nähe des Dorfes Věšín bei Rožmitál in Mittelböhmen abgesetzt. Zusammen mit ihnen wurden drei weitere tschechoslowakische Fallschirmjäger (Václav Kindl, Bohuslav Grabovský, Vojtěch Lukaštík) vom Kommando INTRANSITIV abgesetzt. Švarc verletzte sich bei der Landung und konnte keinen Kontakt zu seinem Partner Cupal herstellen. Über Pilsen machte er sich alleine auf den Weg nach Prag, hielt sich an wechselnden Orten versteckt und versuchte seine Verletzung zu heilen. Nach dem Attentat auf Reinhard Heydrich suchte er Schutz in der Krypta der Prager orthodoxen Kirche St. Cyrill und Method. Dort starb er und sechs weitere tschechoslowakische Fallschirmjäger mit ihm (unter ihnen auch Mitglieder der Operation Anthropoid) nach einem mehrstündigen Kampf gegen die Gestapo, am 18. Juni 1942. In der ausweglosen Lage erschoss er sich selber.

## Nach dem Krieg
Im Dezember 1945 wurde er In memoriam zum nadporučík (Oberleutnant) befördert. Sein Name steht auf der Gedenktafel an der Prager Kirche St. Cyrill und Method, auf einem Denkmal der Gefallenen in seiner Geburtsstadt und an einer Gedenktafel am Grenzwall MO-S 18 in Hlučín.
Im Jahr 2002 wurde er In memoriam zum podplukovník (Oberstleutnant) befördert.

## Auszeichnungen und Ehrungen
- 1943 –  Pamětní medaile československé armády v zahraničí se štítky Francie a Velká Británie[1] (Gedenkmedaille der tschechoslowakischen Armee im Ausland mit Abzeichen Frankreich und Großbritannien)
- 1945 –  Československý válečný kříž 1939[1] (Tschechoslowakisches Kriegskreuz 1939)
- 1949 –  Zlatá hvězda Československého vojenského řádu Za svobodu[1] (Goldener Stern des tschechoslowakischen Militärordens für Freiheit)
- 1968 –  Řád rudé zástavy[1] (Orden des Roten Banners)
- 2010 –  Kříž obrany státu ministra obrany České republiky[4] (Kreuz der Staatsverteidigung des Verteidigungsministers der Tschechischen Republik)